# Roman Sawicki
Roman Sawicki (ur. 10 lutego 1888 w Grodnie, zm. 20 października 1942 w Naumowiczach koło Grodna) – polski nauczyciel, działacz społeczny i samorządowiec, wiceprezydent Grodna (1934–1939), organizator obrony miasta przed wojskami sowieckimi w 1939. 

## Życiorys
Syn Franciszka i Michaliny z Lubatyńskich. Ukończył studia na Wydziale Matematyki Uniwersytetu Petersburskiego. W 1918 brał udział w Samoobronie Ziemi Grodzieńskiej. W latach 1919–1920 pracował jako nauczyciel matematyki w grodzieńskich szkołach. W 1919 uzyskał jeden z trzech mandatów, jakie przypadły PPS w wyborach do Rady Miejskiej.
Na początku lat 20. przez krótki okres zatrudniony w skarbowości, a od 1922 w instytucjach samorządowych miasta. W wyborach parlamentarnych w 1922 bez powodzenia ubiegał się o mandat posła do Sejmu I kadencji z listy PPS. Od 1934 pełnił obowiązki wiceprezydenta Grodna. Działał społecznie, był prezesem grodzieńskiego Klubu Społecznego i zarządu Straży Pożarnej powiatu grodzieńskiego oraz członkiem zarządu Towarzystwa Przeciwgruźliczego oraz Polskiego Czerwonego Krzyża. 
We wrześniu 1939 był zwolennikiem niepoddawania miasta wojskom sowieckim. Po wyjeździe prezydenta miasta Witolda Cieńskiego organizował polską obronę. Został rozstrzelany 20 października 1942 w Naumowiczach koło Grodna.

## Ordery i odznaczenia
- Złoty Krzyż Zasługi (11 listopada 1934)[7]